# Про призупинення відправки на село товарів
Про призупинення відправки на село товарів — рішення партійних та радянських органів СРСР та УСРР про обмеження або припинення постачання товарів жителям сіл України в період Голодомору 1932—1933 років. Ці заходи були спрямовані на виконання плану хлібозаготівель колгоспами та одноосібними господарствами.
Радянська влада використовувала постачання селян товарами як засіб впливу на хід виконання планових і позапланових
заготівель сільськогосподарської продукції, з 1927—1928 років, коли стало очевидним скорочення хлібозаготівель. У грудні 1927 року парторганам хлібозаготівельних районів було запропоновано перекинути споживчі товари з міст у села. А через десять днів Політбюро ЦК ВКП(б) у своїй постанові «Про хлібозаготівлі» вказало, що розподіл товарів повинен залежати від темпів хлібозаготівель. Торгівля на селі ставала виключно знаряддям стимулювання хлібоздавання.
Виконання цієї постанови часто зводилося до того, що сільські споживчі товариства, які здійснювали торгівлю у селах, знімалися з повного або часткового товарообслуговування, доти, поки селяни не починали здавати хліб. Так, у 1928 році у Полтавському районі було знято з повного чи часткового товарообслуговування 2473 особи, зокрема і 1470 пайовиків. У 1929 році з повного товарообслуговування зняли вже 5502 пайовики.
У 1930 році під час примусової «колективізації» одноосібникам, які не вступали до колгоспів, відмовляли у відпуску краму з кооперації.
У другій половині 1932 року, селяни, виснажені попереднім голодуванням, просто не могли нормально працювати, та й не хотіли віддавати все зібране збіжжя радянській державі. 30 жовтня 1932 року ЦК КП(б)У прийняла постанову, у якій постачання товарами районам і колгоспам, що виконують плани хлібозаготівель, збільшується за рахунок скорочення «відпуску промтоварів районам і колгоспам, які не забезпечують виконання плану хлібозаготівель». Селяни у таких районах могли придбати тільки товари першої необхідності — гас, сірники, сіль, тощо
В умовах товарного дефіциту це обмеження торгівлі не принесло бажаного ефекту для чинної влади. Також селяни могли придбати товари у місцевостях, де торгівля не була обмежена. Тому більшовики почали застосовувати більш репресивні заходи — занесення сіл на «чорну дошку» та блокади районів і всієї України.